# 湯恩訴艾斯納案
湯恩訴艾斯納案（Towne v。Eisner； 245 US 418（1918）），是美國最高法院的一宗案件。在該案中，法院裁定“基於累積利潤的股票股利並非該法規的真實意圖之"收入"”。國會針對湯恩訴艾斯納案通過了一項新法律，接著該案件很快被最高法院在艾斯納訴馬康伯案中推翻掉。

## 外部連結
- Towne v. Eisner, 245 U.S. 418 (1918)的文本可参见：Justia · Findlaw · Cornell